# Найдов, Михаил Иванович
Михаи́л Ива́нович На́йдов (20 октября 1932 — 13 февраля 2022) — советский и российский горный инженер, партийный деятель, председатель Кемеровского исполкома (1990).

## Биография
Родился 20 октября 1932 года в селе Каменка (на территории современного Тяжинского района Кемеровской области).
В 1958 году окончил горный факультет Томского политехнического института.
После института работал на шахте в Киселёвске
С декабря 1962 года — на партийной работе: секретарь парткома шахты № 13, второй и первый секретарь Киселевского ГК КПСС.
С 1970 года — директор шахты «Северная» комбината «Кузбассуголь» в городе Кемерове, директор шахты имени Ленина в Междуреченске, начальник комбината «Кузбассшахтострой», генеральный директор НПО «Прокопьевскгидроуголь».
С мая по декабрь 1990 года — Председатель исполкома Кемеровского областного Совета народных депутатов. С 1990 по 1998 год — директор внешнеэкономического акционерного общества «Кузбассимпэкс».
С 2002 года возглавлял Кемеровский областной общественный фонд «Шахтёрская память» имени В.П. Романова.
Скончался 13 февраля 2022 года в городе Кемерово.
Именем Михаила Ивоновича Найдова был назван городской шахматный клуб в городе Кемерово.

## Общественная деятельность
Являлся действительным членом Академии горных наук Российской Федерации, членом Общественной палаты Кемеровской области двух составов, Почётным Президентом областной шахматной федерации.

## Награды
- орден Трудового Красного Знамени
- орден «Знак Почёта»
- медаль «За доблестный труд в Великой Отечественной войне 1941—1945 гг.»
- знак «Шахтёрская слава» трёх степеней
- медали ВДНХ СССР
- золотой знак «Шахтёрская доблесть Кузбасса»
- медаль «За особый вклад в развитие Кузбасса» I, II степени
- медаль «За служение Кузбассу»
- медаль «За веру и добро»
- Герой Кузбасса
- Почётный гражданин Кемеровской области
- Почётный гражданин Киселёвска
- Почётный гражданин Междуреченска